# Ken Ring & BB Inc Kaddo Presents: Soundclap Vol. 6 (XXX-special. Hosted by Bingo Rimér & Pernilla Lundberg)
Ken Ring & BB Inc Kaddo Presents: Soundclap Vol. 4 utkom 2007 och är det sjätte mixtapet i Soundclap-serien som släpps av Ken Ring & BB Inc Kaddo. XXX-special hostad av Bingo Rimér och Pernilla Lundberg

## Spårlista
1. Color Me Badd - "Wanna Sex You Up"
2. LL Cool J - Back Seat"
3. 2 Live Crew - "Me So Horny"
4. Akinyele - "Put It In Yo Mouth"
5. Necro - "Whore"
6. Ken - "XXX"
7. Sean Price - "I Love You (Bitch)"
8. Dead Prez - "Mind Sex"
9. N.W.A. - "She Swallowed It"
10. Busta Rhymes - "I Love My Bitch"
11. Xzibit - "Choke Me, Spank Me"
12. Ayo - "Gudinnor"
13. The Notorious B.I.G. feat. R. Kelly - "Fucking You Tonight"
14. LL Cool J - "I Need Love"
15. Marvin Gaye - "Sexual Healing"
16. ED O.G. And Da Bulldogs - "Love Comes And Goes"
17. Jay-Z - "Song Cry"